# سيرج أوبري
سيرج أوبري هو لاعب هوكي الجليد كندي، ولد في 2 يناير 1942 في مونتريال في كندا، وتوفي في 30 أكتوبر 2011 في ليفيس في كندا بسبب السكري.

## وصلات خارجية
- سيرج أوبري على موقع HockeyDB.com (الإنجليزية)
- سيرج أوبري على موقع Hockey-Reference.com (الإنجليزية)